# Yap Sports Complex
Yap Sports Complex – wielofunkcyjny kompleks sportowy w Colonii na wyspie Yap w Mikronezji. Jest stadionem narodowym i domową areną reprezentacji Mikronezji w piłce nożnej i lokalnych zespołów. Pojemność zbudowanego w 2001 stadionu to 1500 lub 2000 osób.